# Ipomoea pruinosa
Ipomoea pruinosa es una especie fanerógama de la familia Convolvulaceae.

## Clasificación y descripción de la especie
Planta herbácea trepadora, algo leñosa en la base, más o menos tomentosa a glabrescente; tallos ramificados, tomentosos, los pelos suaves, largos y enredados; hojas ausentes en floración y fructificación, ovadas, de 4 a 9 cm de largo, de 3 a 6,5 cm de ancho, ápice agudo, atenuado; inflorescencia con 1 a 4 flores; sépalos subiguales, ovados, de 4 a 7,5 mm de largo, los interiores más largos, tomentosos principalmente por fuera; corola más o menos con forma de embudo (infundibuliforme), de 6,5 a 9 cm de largo, blanca, con zonas rojizas o rosadas, tomentosa parcialmente; el fruto es una cápsula subglobosa, algo alargada, de 12 a 15 mm de largo, con 4 semillas, pilosas en los márgenes dorsales, pelos suaves, de 5 mm de largo o más.

## Distribución de la especie
Se distribuye en el sur de México en la Depresión del Balsas, en los estados de Guerrero y Michoacán.

## Ambiente terrestre
Esta especie se desarrolla en el bosque tropical caducifolio, en un rango altitudinal que oscila entre 400 y 1200 m s.n.m. Florece de diciembre a febrero.

## Estado de conservación
No se encuentra bajo ningún estatus de protección.